# Senatsverwaltung für Wirtschaft, Energie und Betriebe
Die Berliner Senatsverwaltung für Wirtschaft, Energie und Betriebe (kurz: SenWiEnBe) ist eine von zehn Fachverwaltungen des Berliner Senats im Range eines Landesministeriums und als solche Teil der Landesregierung sowie zuständige oberste Landesbehörde für die Wirtschafts- und Energiepolitik im deutschen Bundesland Berlin.

## Geschichte
Im ersten Magistrat von Berlin nach dem Zweiten Weltkrieg wurde die Wirtschaftspolitik durch einen „Stadtrat für Wirtschaft“ geleitet, ab 1951 war dafür die „Senatsverwaltung für Wirtschaft und Ernährung“ zuständig. Von 1955 bis 1963 oblag dieser Senatsverwaltung außerdem das Kreditwesen. Ab 1963 firmierte die Wirtschaftsverwaltung fast 20 Jahre lang als „Senatsverwaltung für Wirtschaft“. Seit 1981 war sie dann zeitweise auch für andere Ressorts zuständig: Verkehr (1981–1985), Arbeit (1985–1989, 2002–2006) und Technologie (1991–1996, 1999–2002, 2006–2016). Seit 2016 trägt die Senatsverwaltung ihren heutigen Namen.
Derzeitige Wirtschaftssenatorin ist seit April 2023 Franziska Giffey (SPD). Sie wird durch die Staatssekretäre Severin Fischer (SPD) und Michael Biel (SPD)  unterstützt.

## Aufgaben und Organisation

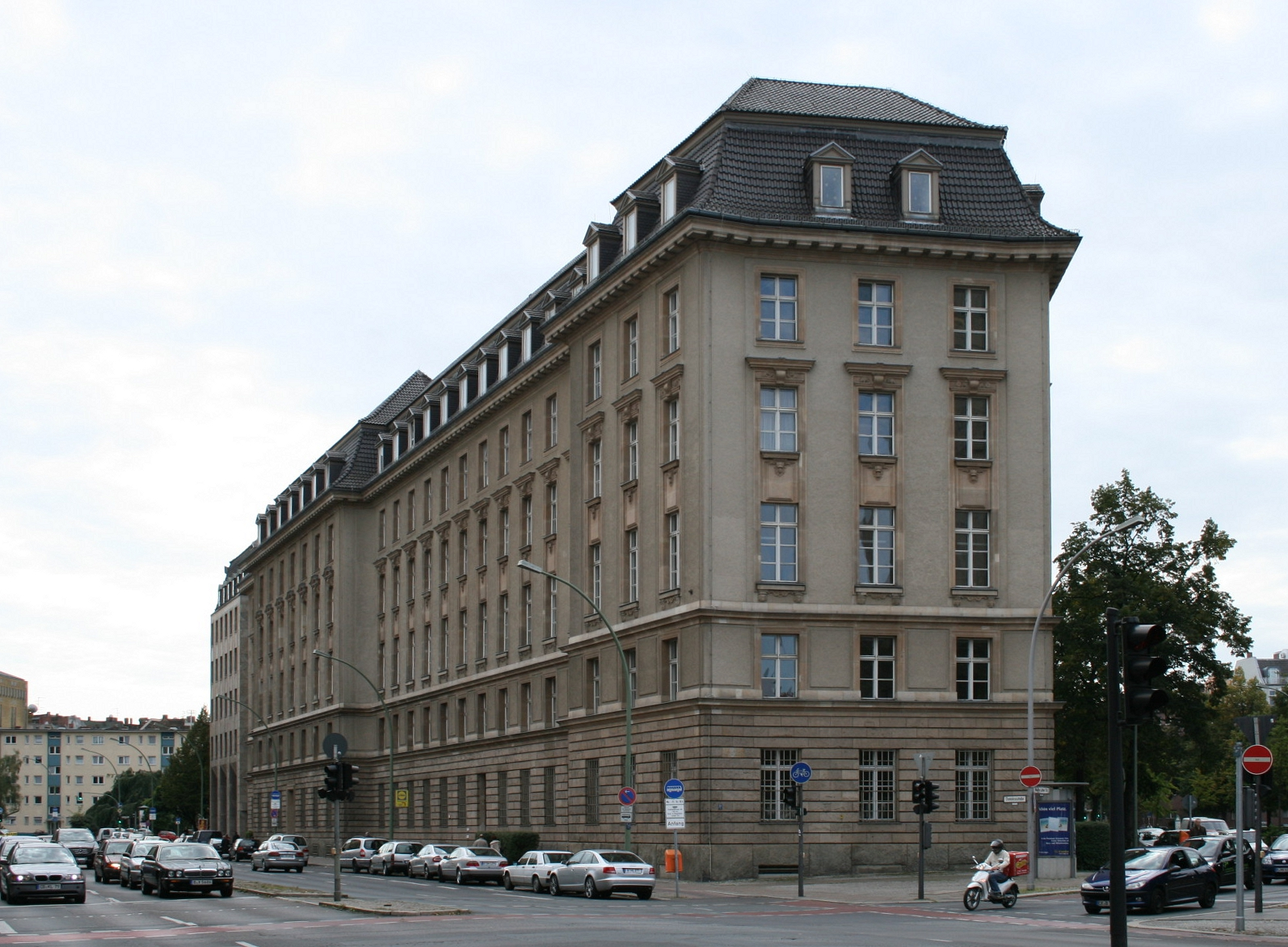
Sitz der Senatsverwaltung für Wirtschaft, Energie und Betriebe in der Martin-Luther-Straße

Die Senatsverwaltung gliedert sich in drei ihren Kompetenzfeldern entsprechende Hauptabteilungen (II, III und IV) sowie den Zentralen Service als Querschnittsabteilung.

### Zentralabteilung
Die Zentralabteilung ist zuständig für Organisation, Personal, Finanzwirtschaft, Gebäudemanagement, IT, den Inneren Dienst, die zentrale Vergabestelle, das Controlling, Wissensmanagement, Gesundheitsmanagement, Digitalisierung sowie Post- und Logistikdienste.

### Abteilung II – Wirtschaftspolitik und Wirtschaftsordnung
Die Abteilung II zeichnet für Wirtschaftspolitik und Wirtschaftsordnung verantwortlich. Die Berliner Wirtschaft mit ihren Branchen und Schwerpunkten steht dabei im Zentrum ihrer Arbeit. Selbstgesetztes Ziel der Behörde ist es, die Wirtschaftspolitik des Senats umzusetzen und Wachstum, Arbeitsplätze und Einkommen für Berlin zu sichern. Besonderes Augenmerk gilt hierbei dem Mittelstand und dem Unternehmensservice. Schwerpunktbranchen sind Handwerk und Dienstleistungen – insbesondere der Tourismus.
Die Referate der Abteilung II und ihre Kompetenzen lauten im Einzelnen:
- A: Grundsatzangelegenheiten der Wirtschaftspolitik
- B: Unternehmensservice, Dienstleistungen, Handwerk, Handel, Tourismus, Kreativ- und Medienwirtschaft
- C: Staatsaufsicht Kammern und Finanzdienstleistungen, Justitiariat, Vergabekammer
- D: Landeskartellbehörde, Preisprüfungen, Öffentliches Auftragswesen, Notfallvorsorge
- E: E-Government für die Wirtschaft, Gewerberecht, Geldwäscheaufsicht
- F: Außenwirtschaft, Europäische Wirtschaftspolitik, Entwicklungszusammenarbeit
- Geschäftsstelle der Vergabekammer

### Abteilung III
Die Abteilung III zeichnet für Energie, Digitalisierung und Innovation verantwortlich. Die Referate und ihre Zuständigkeiten lauten im Einzelnen:
- Abteilungsleitung
- A: Energie
- B: Digitalisierung, Mobilität, Gesundheitswirtschaft
- C: Industrie und Innovation

Nachgeordnete Einrichtung der Abteilung III der Senatsverwaltung ist das Landesamt für Mess- und Eichwesen Berlin-Brandenburg.

### Abteilung IV
Die Abteilung IV zeichnet für Betriebe und Strukturpolitik verantwortlich. Sie befasst sich dabei mit den Grundsatzfragen der regionalen Strukturpolitik und insbesondere mit der Entwicklung und Umsetzung der zur Stärkung der Wirtschaftskraft von Berlin notwendigen monetären Wirtschaftsförderprogramme sowie mit den Anforderungen und Bedarfen der Flächen- und Liegenschaftspolitik am Wirtschaftsstandort Berlin. Gegenstand der Abteilung IV ist zudem die Steuerung der landeseigenen Unternehmen, die sich in der fachlichen Verantwortung der Senatsverwaltung für Wirtschaft, Energie und Betriebe befinden. In der Abteilung werden außerdem die Aufgaben der EFRE- sowie der ESF-Verwaltungs- und Bescheinigungsbehörde wahrgenommen. Hierbei handelt es sich um europäische Förderprojekte bzw. Strukturfonds.
Die Referate der Abteilung IV und ihre Kompetenzen lauten im Einzelnen:
- Abteilungsleitung
- A: Liegenschaften, Zukunftsorte, Gewerbeflächenentwicklung
- B: Unternehmensbeteiligungen, Anstalten öffentlichen Rechts
- C: Europäische Strukturfondsförderung
- D: Regionale Strukturpolitik und Wirtschaftsförderung
- EU-Bescheinigungsbehörde des Landes Berlin für die EU-Strukturfonds (EFRE und ESF)